# Goniopora palmensis
Goniopora palmensis is een rifkoralensoort uit de familie van de Poritidae. De wetenschappelijke naam van de soort is voor het eerst geldig gepubliceerd in 1982 door Veron & Pichon.